# Slovenska köket

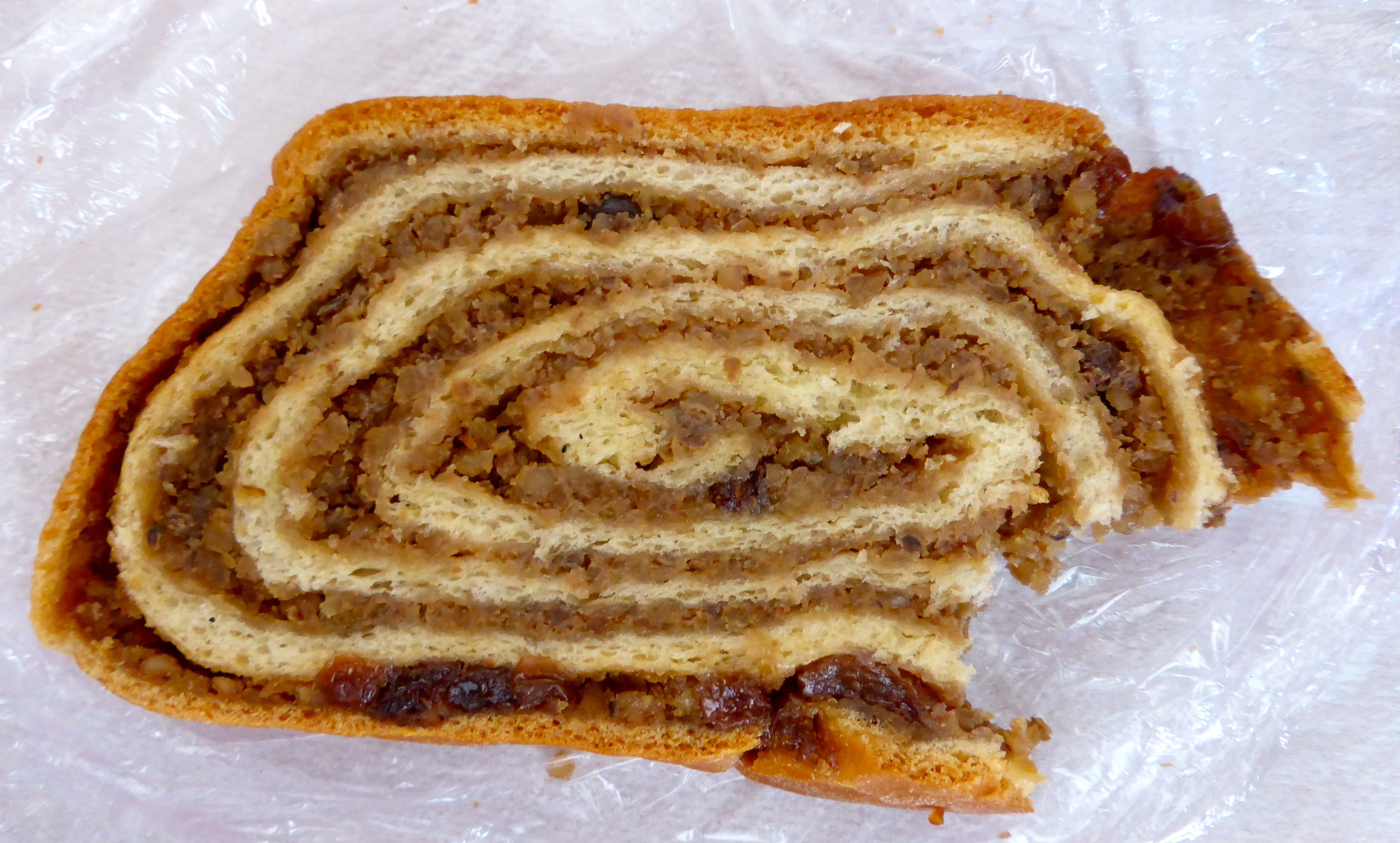
Potica är ett typiskt slovenskt bakverk.

Slovenska köket är den matkultur och de mattraditioner som finns i Slovenien. I Slovenien möts Alperna, Medelhavet och pannoniska landskap geografiskt. Detta skapar en rik bas av olika råvaror som utgör grunden för det traditionella slovenska köket. Sedan tidig medeltid styrdes de slovenskspråkiga landområdena av Bayern, Österrike och Republiken Venedig, och ingick senare i dubbelmonarkin Österrike-Ungern, vilket gjort att det slovenska köket har många likheter med, framför allt, det österrikiska och norditalienska. Ofta säger man att Slovenien har ”lånat” många maträtter från sina nuvarande grannländer, men det handlar inte om osjälvständig imitation, utan om en anpassning av maträtterna till de lokala råvarorna och behoven, samt en vidareutveckling av maträtterna. Dessutom påverkade det slovenska köket och grannländernas kök varandra under flera hundra år. Influenserna var inte enkelriktade, utan slovenska maträtter blev också en del av grannländernas kök.
Det slovenska köket är huvudsakligen baserat på varor såsom sädesslag, grönsaker, däribland baljväxter och knölar, oliver och vindruvor (för vinproduktion), mejeriprodukter, kött (vilt, nöt, fläsk, lamm och fågel, varav produkter av fläskkött fortfarande har en framträdande roll i matlagningen, då julslakten av gris historiskt sett var en viktig händelse under året), havs- och sötvattensfisk.
Det slovenska köket upplevs med fördel på en lokal gostilna. Gostilna (ordagrant  ”gästgivargård”) är det slovenska ordet för värdshus eller krog. För det mesta serveras det mat på en gostilna som även fungerar som vin- och ölstuga, café och social samlingspunkt. Det specifika ordet för en ölstuga i Slovenien är pivnica.

## Historia

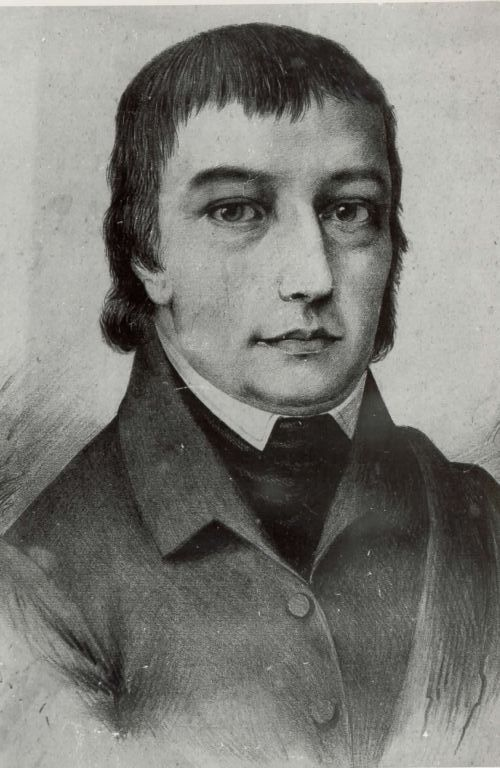
Valentin Vodnik.

Den första slovenska kokboken skrevs av Valentin Vodnik vid slutet av 1700-talet, under Frankrikes ockupation av det nuvarande Slovenien. 1868 publicerade Felicita Kalinšek en kokbok som för lång tid framåt satte standarden för slovensk husmanskost och blev den mest omtryckta boken i sitt slag i landet. Felicita hämtade inspiration från andra delar i dåvarande dubbelmonarkin Österrike-Ungern och kombinerade den med lokal kokkonst. Det slovenska köket förändrades mycket under det österrikisk-ungerska styret under 1800-talets andra hälft. Köket förändrades ännu mer när turismen ökade under samma tid. Efter första världskriget blev merparten av de slovenskspråkiga landområdena en del av Jugoslavien. Nya matinfluenser kom då från Balkan, speciellt efter 1945 med arbetskraftinvandringen till Slovenien från andra delar av dåvarande Jugoslavien. Grillrätterna ćevapčići och ražnjići, vanligen serverade med ajvar och rå lök, har sitt ursprung på Balkan, men är nu vanliga på slovenska menyer. Baklavan kom också från Balkan. Pizzan kom från Italien under 1960-talet. Under 1980-talet skrevs många kokböcker om slovensk mat och det traditionella köket såg något av en återfödelse med Slow Food-rörelsen som började sprida sig. I takt med det startades många matorganisationer och tävlingar i matlagning. Allt större vikt läggs vid närproducerat och den lokala gastronomiska identiteten.

## Maträtter

### Soppor
Dygnets viktigaste måltid i Slovenien är lunchen (slovenska: ”kosilo”), vilken normalt intas omkring klockan ett på eftermiddagen. En traditionell lunch börjar alltid med soppa.
Goveja juha, oxbuljongsoppa med äggnudlar och finhackad gräslök, är en klassisk slovensk middagssoppa. Kokošja juha är motsvarigheten med kycklingbuljong. Kycklingsoppan var en traditionell julsoppa i delar av Štajerska (slovenska Steiermark). Ofta görs nudlarna (så kallade ”rezanci”) i hushållet istället för att köpas färdiga. Det är vanligt att man i Slovenien använder pasta (”testenine” på slovenska) i soppor.
En annan klassisk soppa att börja middagen med är svampsoppa, så kallad gobova juha. Det är en krämig och lite syrlig soppa, då den innehåller syrad grädde (smetana som är en vanlig råvara i central- och östeuropeisk matlagning). Oftast innehåller den kantareller och Karl-Johansvamp och kryddas med vitlök, persilja, och ibland även timjan och mejram. Den serveras med en klick syrad grädde på toppen.
Štajerska kisla juha är en syrlig soppa gjord på grönsaker (till exempel morötter, persiljerot, lök och purjolök), bitar av fläskkött, vinäger, syrad grädde och kryddad med vitlök och lagerblad. Denna typ av soppa är typisk för Štajerska (slovenska Steiermark). I Koroška (slovenska Kärnten) är en motsvarande soppa känd under namnet čisava župa, men som innehåller lamm-, biff- och kycklingkött istället för fläsk. Čisava župa kan vara kryddad med saffran, anis, basilika och rivet citronskal. Brödtärningar frästa i smör serveras i soppan.
Štajerska mlečna juha är en soppa gjord på syrad grädde (smetana) och filmjölk, redd med potatis och kryddad med kummin och finhackad gräslök.
Mineštra, eller Šara, är samlingsnamn för oredda grönsakssoppor i den slovenska medelhavsregionen. Sopporna där innehåller ofta baljväxter, rotfrukter, fänkål och bladselleri och smaksätts med vin, vitlök och lagerblad. Lufttorkat kött, såsom lufttorkad skinka, eller rimmat och lufttorkat sidfläsk (den i EU ursprungsskyddade slovenska motsvarigheten till pancetta) kan ingå i sopporna.

### Huvudrätter

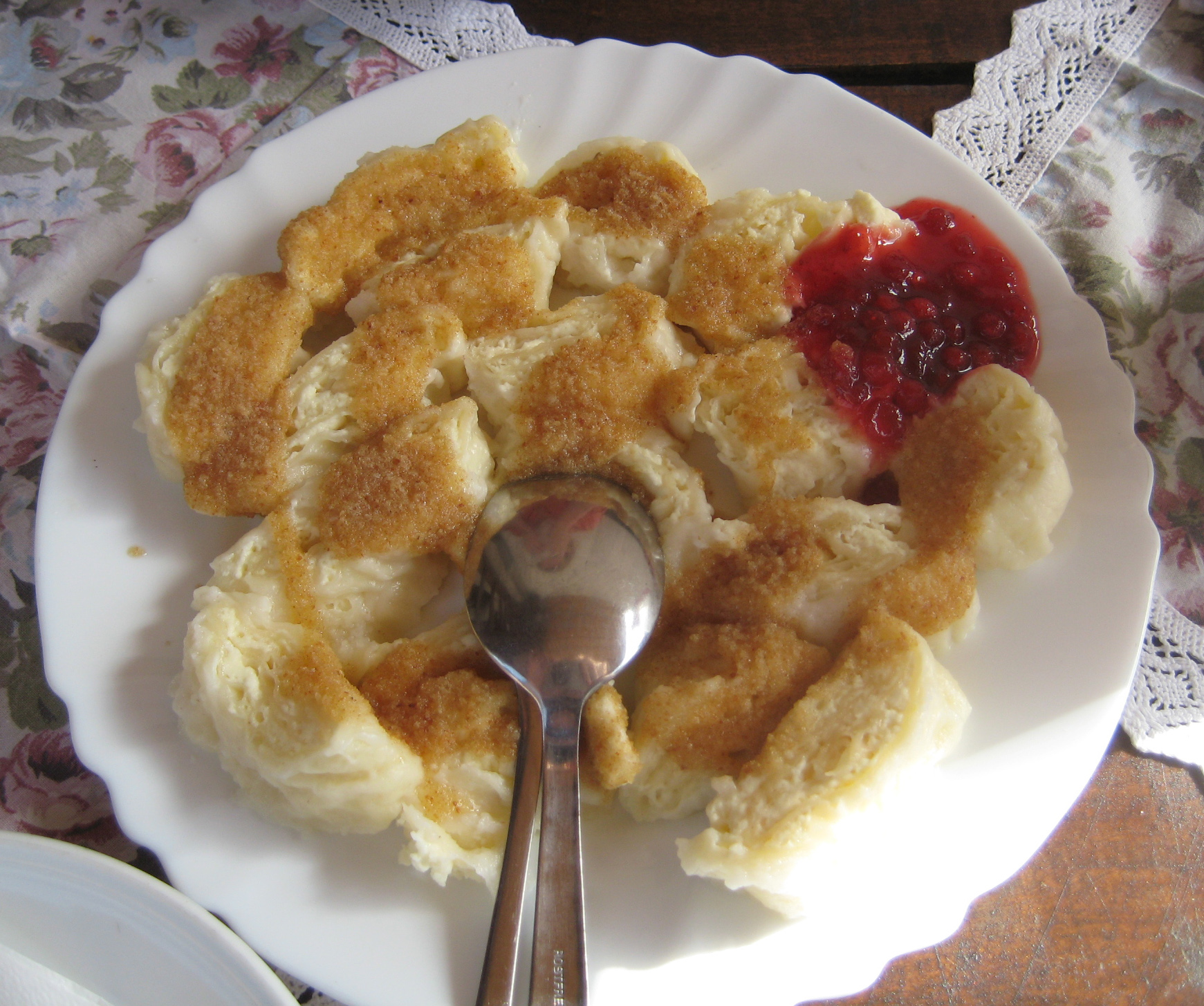
Štruklji.

Sloveniens äldsta maträtter som fortfarande tillagas består huvudsakligen av mjöl och gryn. Rätten štruklji, som är populär i Ljubljana och landets centrala delar, består av avlånga, rullade knyten av pastadeg som fylls med olika fyllningar, vartefter de kan tillagas på över 70 olika vis. Fyllningarna kan vara söta (för efterrätt), eller bestå av färskost, kött- och grönsaker. Det äldsta bevarade receptet för štruklji är från 1589 och beskriver en dragonkryddad fyllning. Rätten žganci, vilken kan liknas vid polenta, är en grynrätt som kan tillagas av många olika gryn, men för det mesta av bovete. Rätten serveras med mjölk, fläsk, honung, syrad grädde eller yoghurt, samt surkål, och äts oftast i bergsregionerna i landet. Bovete är en viktig gröda. En enkel, men mättande, rätt för allmogen var stuvade bovetegryn med Karl-Johansvamp. Bovetegrynen kokas för sig. Lök, vitlök och Karl-Johansvamp fräses i smör, kryddas med timjan, persilja, salt och peppar och blandas med de kokta bovetegrynen och grädde. Blandningen hälls i en smörad eldfast form och bakas i ugnen. En söt variant av stuvade bovete- eller korngryn innehåller katrinplommon och smaksätts med socker och kanel.
kastanjer finns allmänt att tillgå i de slovenska skogarna på hösten och var typisk ”fattigmansmat” som ingår i många recept i den slovenska husmanskosten, både i varm- och efterrätter. I kustlandet och på karstplatån görs, t.ex., kostanjevi njoki (gnocchi på malda kastanjer), ofta serverade i en gräddsås med Karl-Johansvamp eller kantarell.
När majsen introducerades på 1500-talet, kunde man odla upp föralpina dalar, där det nederbördsrika klimatet med många slagregn gör det svårt att odla vanliga sädesslag. Majsen har en styv stjälk och uppskattar varma och fuktiga somrar. Majs kompletterade de äldre typerna av gryn för rätter av ”polentattyp”, till exempel žganci och kaša.
I och med att potatisen (slovenska: ”krompir”) populariserades som baslivsmedel på 1730-talet, förändrades det slovenska köket. De gamla gryn- och degrätterna är fortfarande populära, men potatis är ett viktigt komplement. Mandelpotatis (slovenska: ”kifeljčar”) är en vanlig potatistyp. Ett klassiskt tillbehör till kötträtter i hela Slovenien är pražen krompir (sauterad potatis). Kokt potatis skärs i strimlor och bryns i smör med löktärningar, saltas och peppras. När potatisen och löken fått en gyllengul färg, tillsätts lite oxbuljong som långsamt får fräsa in i potatisen och löken på låg värme. Den färdiga sauterade potatisen är ”gräddig” i konsistensen och kan formas till en sfär eller kupa, till exempel med en glassked eller kopp, när den läggs upp på tallriken.
I det skogrika inlandet finns gott om vilt, nötter, svampar och bär att tillgå. Produkter från skogen är därför vanliga på de traditionella slovenska menyerna. Vildsvin, kronhjort, rådjur, gems används ofta i matlagningen. Från Alperna, där fäboddriften tidigare var vanlig, kommer olika mejeriprodukter från ko, får och get. Flera slovenska ostar är ursprungsskyddade i EU.
I kustlandet och på karstplatån, i Medelhavsregionen, är växtsäsongen lång, varför det finns olika typer av grönsaker och frukter att tillgå under en stor del av året. Vit tryffel är en specialitet från slovenska Istrien. Många grönsaksrätter och inhemska pastatyper, till exempel fuži, serveras i denna del av landet.  I landets västra delar är olivträd vanliga och oliver en viktig del av kosten, liksom fisk och skaldjur från Adriatiska havet.
Omeletter är en uppskattad rätt, med säsongens råvaror såsom svamp, vildsparris och örter.
Olika sorters grytor (slovenska: ”enlončnica” (singular) eller ”obara” (singular)) är vanliga.
För allmogen hörde kötträtter tidigare främst högtider till. Rimmat, rökt eller lufttorkat kött, till exempel i form av korvar och salami, samt olika sorters skinkor är vanliga. I östra delen av Štajerska (slovenska Steiermark) bevarades fläskkött genom att packas tätt i tunnor fyllda med finhackat ister. Processen finns beskriven i skriftliga källor sedan 1487. Produkten kallas tünka av verbet ”tünkati” (infinitiv) för att stoppa köttet i en tunna. Tünka serveras med mörkt bröd, lök, paprika och vitt vin. Samlingsnamnet för ”stek” är ”pečenka”.
Nedan presenteras några typiska maträtter för landets olika regioner:
I slovenska inlandet var surkål och riven syrad rova viktiga ingredienser i matlagningen, speciellt vintertid, och serverades med korvar, rökt eller lufttorkat kött och stekar. Pečeno kislo zelje (ungsbakad surkål) är en traditionell rätt från alpområdet i övre Krain (slovenska: Gorenjska). Surkålen kokas upp med lite vatten i en panna under några minuter och vattnet hälls av. En eldfast lerform kläs med rimmat och luftorkat sidfläsk, surkålen läggs i formen och varvas med klickar av zaseka (se avsnittet sallader och röror nedan), kryddas med kumminfrön, svartpepparkorn och enbär, varefter vitt vin hälls över surkålen. Rätten gräddas långsamt i ugn till dess att surkålen blivit gyllengul. Pečeno kislo zelje serveras med fördel med kranjska klobasa (korv av vitlökskryddat grovmalet fläskkött) och nybakt bröd. Kranjska klobasa (”klobasa” är korv på slovenska) finns både i färsk, torkad och kallrökt form och kan kokas, stekas eller grillas.
Frika är en rätt från den västslovenska alpregionen och förekommer även i det friuliska köket. Huvudingrediensen är Bovec-ost (görs huvudsakligen av fårmjölk; ibland uppblandad med get- och komjölk) eller Tolmin-ost (görs av komjölk), vilken blandas med vispat ägg, potatis- eller polentaskivor och steks på bägge sidor i en panna. Potatis- eller polentaskivorna ska brynas i förväg, tillsammans med rimmat och luftorkat sidfläsk. Frika serveras med sallad, bröd och eventuellt med polenta, om inte polenta redan ingår i rätten.
En typisk rätt i pannoniska Slovenien, speciellt regionen Prekmurje är bograč. Ur ett etymologiskt perspektiv syftar namnet på det ungerska ordet för den stora järnkittel (bogrács) i vilken rätten tillagades över öppen eld, även om bograč i Prekmurje oftast tillagades i stengodskittlar. Bograč delar också ursprung med den ungerska gulaschen. I rätten ingår nöt- , fläsk- och viltkött, tärnat rimmat och luftorkat sidfläsk, Lök, färsk röd paprika, potatis, tomatpuré och rätten smaksätts med vitt och rött vin, vitlök, salt, milt paprikapulver, hela svarta pepparkorn, kummin, mejram och lagerblad. Den serveras ofta med enbart bröd.
Jota är en grytliknande, matig soppa från västra Slovenien, som även finns i det friuliska köket, i den kroatiska delen av Istrien och i Dalmatien. Den var typisk husmanskost för bönderna under vintern. Rätten innehåller bönor av borlotti-typ, surkål, syrad rova, tärnad potatis efter tycke och smak, lök, skållad, skalad och tärnad plommontomat, tärnat rimmat och luftorkat sidfläsk, tomatpuré, vitt vin, syrad grädde, samt kryddas med salt, vitlök, kyndel och lagerblad. Bäst mustighet får rätten om bönorna först kokas med ett ben från kraški pršut (lufttorkad slovensk skinka, ursprungsskyddad i EU).
Den lufttorkade skinkan kraški pršut är en basråvara i matlagningen på karstplatån. Toč är en enkel rätt av kraški pršut, oliver och det svartröda och järnrika teranvinet. Strimlor av skinkan brynes lätt i sitt eget fett och vinet tillsätts och kokas upp med oliver i. Eventuellt kan några kvistar rosmarin läggas i vinet. Rätten serveras med polenta eller bröd.
En typisk rätt för Istrien är ombolo, en grillad innanlårsfilé av fläsk, fylld med kraški pršut och hackade oliver. Grillad polenta eller pražen krompir (sauterad potatis) och sås av teranvin serveras vanligen till ombolo.
Brodet är en annan typisk rätt för Istrien. Rätten delar ursprung med den venetianska fisksoppan brodetta, men den slovenska brodet är mer en gryta än en soppa. Olika typer av fisk ingår i grytan, varav vanligen bonito, havsrudefiskar, tandbraxen, havsabborre, plattfiskar och drakhuvudfiskar (den sistnämnda ger med sin speciella smak karaktär åt grytan), liksom havskräfta och andra skaldjur. Grunden i grytan är en sås med fiskbuljong. Buljongen görs av de delar av fisken som rensats bort (huvud, ben, skinn och fenor). Först fräses hackad lök, vitlök, grön- och svartpepparkorn i olivolja, rotselleri och bladselleri, varefter vitt vin tillsätts och fiskrenset får koka ur cirka 20 minuter. Grönsakerna och fiskrenset filtreras bort. Till såsen bryns hackad lök och vitlök i olivolja, och såsen skapas genom att tomatpuré och skållade, avskalade plommontomater som skurits i klyftor, hackad bladpersilja, vinäger och fiskbuljongen tillsätts. Fisken och skaldjuren pocheras cirka 30 minuter på svag värme i såsen, utan att röras om. Brodet serveras med polenta och bröd.

### Sallader och röror
Regratova solata (maskrossallad) är en klassisk slovensk vårrätt, gjord på späda maskrosblad. Knaperstekta bitar av rimmat och luftorkat sidfläsk, tärnad kokt potatis, hårdkokt ägg, samt vinägrett av olivolja, rödvinsvinäger och salt, är vanliga ingredienser i maskrossalladen.
Smetanove murke (gurksallad) är populärt i sommarvärmen. Gurkan rivs med ett rivjärn, förvälls snabbt i mjölk, eller grädde, och blandas ut med tärnad kokt potatis, för att ge gurksalladen något tjockare konsistens. Syrad grädde (smetana), smaksatt med pressad vitlök, salt, grovmalen svartpeppar och eventuellt kumminfrön eller någon ört, tillsätts salladen som serveras kall.
Sallad är, i praktiken, obligatorisk till en varm måltid i Slovenien och ofta serveras samtidigt tre grundtyper på bordet: zelena solata (grönsallad) (olika typer av salladsblad med vinegrätt på rödvinsvinäger, och ibland smaksatt med finhackad vitlök), paradajsova solata (tomatsallad) (enbart tomatklyftor, hackad gul- eller silverlök, salt, grovmalen svartpeppar och pumpkärnsolja och fižolova solata (bönsallad) (lätt förvällda brytbönor, vanligen av typen vaxböna, hackad gul- eller silverlök, finhackad vitlök och med en vinägrett på vitvinsvinäger).
I det slovenska kustlandet är radicchio (slovenska ”radič”) en traditionell gröda. Radicchion används i Slovenien på många olika vis, både i sallader och till i varma maträtter. Radicchiosallad med brässerade äpplen och valnötter är ett exempel. Äppelskivorna sprinklas med citronsaft, bryns snabbt i smör och får sedan brässera några minuter med lite vatten. De brässerade äppelskivorna läggs på en sallad av strimlad radicchio med vinegrätt och salladen toppas med finhackade valnötter. 
En syrlig höstsallad från Štajerska (slovenska Steiermark) är jabolčna solata (äppelsallad). Förvällda och skivade stjälkar av bladselleri och äppelskivor, sprinklade med citronsaft, utgör bas i denna sallad. Färskost från får eller get blandas med syrad grädde, olja, salt och grovmalen svartpeppar och hälls över salladen som toppas med grovhackade hasselnötter.
Röra på pepparrot, rivet äpple, syrad grädde, salt och vitpeppar, så kallad hrenova omaka, är ett klassiskt tillbehör till många kötträtter i Slovenien.
Višče är i kustregionerna ett traditionellt tillbehör till fisk- och kötträtter. Basråvaran är späda rov- eller mangoldblad, vilka sjuds lätt så att de fortfarande är al dente. Vitlök och persilja fräses i smör och rov- eller mangoldbladen tillsätts, tillsammans med lite buljong som får sjuda in i röran någon minut.
Poštóklja är en traditionell röra för regionen runt Kobarid. Rätten innehåller olika grönsaker, till exempel rovblad, kål, späda maskrosblad, radicchio, skärbönor, squash och potatis. De valda grönsakerna kokas/förvälls var för sig i lättsaltat vatten och pureas. Tärnad lök och pressad vitlök fräses i olja. De olika ingredienserna blandas ihop med riven ost, en skvätt vinäger och peppras. Poštóklja är ett tillbehör till kötträtter, eller kan användas som dipp för bröd.
Zaseka är en fet röra av malet kallrökt sidfläsk, vilken kan användas som dipp för bröd eller smaksättning i matlagning. Sidfläsket gnids in med pressad vitlök, salt och marineras sedan svalt i en saltlag med svartpepparkorn och lagerblad under några dygn. Det marinerade sidfläsket dropptorkas väl, innan det kallröks under några dygn. Därefter mals köttet och eventuellt ytterligare finhackad vitlök, salt och peppar tillsätts röran. 
Färskost (kvarg) blandad med hackad lök, milt paprikapulver, grovmalen svartpeppar och pumpkärnsolja är en dipp för bröd.

## Bröd

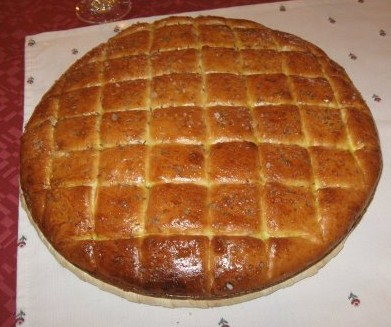
Belokranjska pogača.

Slovenien är känt för sin mångfald av högtidsbröd. Bröden formas ofta till kransar eller flätade limpor.
Zelan är ett örtbröd som bakades första söndagen efter påsk. Degen är rik på äggulor och smaksatt med timjan, fänkål och citronmeliss. Brödet skall förbrukas samma dag som det bakas och fortfarande är varmt. ”Solsken och grannens blick skadar Zelan”, enligt ett slovenskt ordspråk som syftar på att brödet skall ätas pinfärskt.
Marmorerat bröd är en slovensk delikatess. I brödet blandas tre olika sorters deg, på bovetemjöl, vetemjöl och majsmjöl, som rullas ihop och gräddas.
Olika typer av surdegsbröd är vanliga.
Belokranjska pogača är ett focaccialiknande bröd från sydligaste Krain. Det är en brödtyp med rötter i Antiken. Etymologiskt motsvarar namnet pogača det italienska focaccia och syftar på glödbakat bröd i ugnshärden (”focus” på latin). Ytan penslas med ägg och olja och beströs med grovt havssalt.

## Desserter

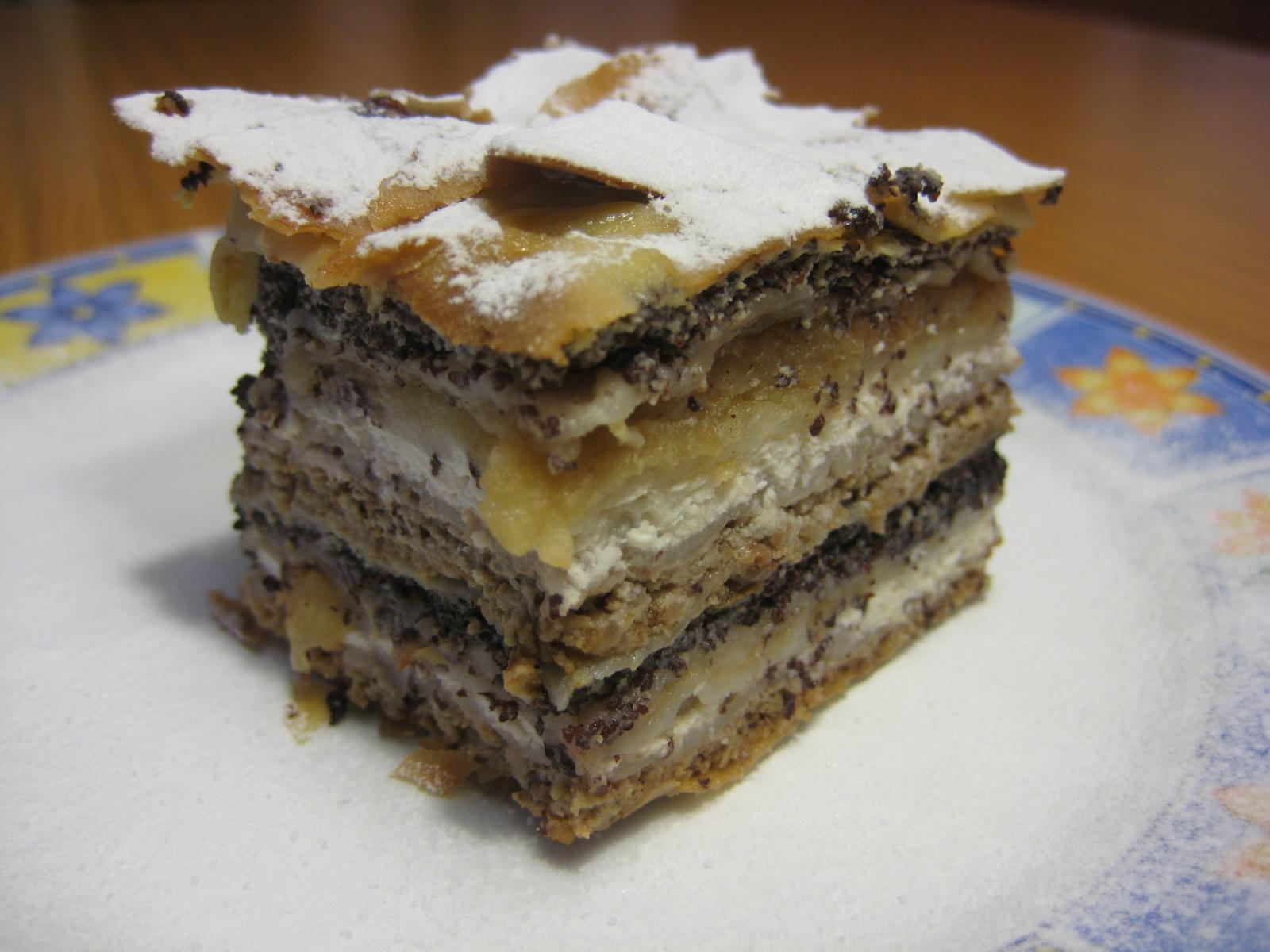
Prekmurska gibanica.

Från Slovenien kommer högtidsbakverket potica, vilket vid första anblick liknar en valnötsbeströdd och florsockerpudrad rulltårta, men är av en helt annan degtyp än rulltårtans. Degen är en söt vete- eller bovetedeg som skall jäsas i omgångar. Potican gräddas traditionellt i en stengodsform i en vedeldad bakugn, men är nu lika vanlig att baka hemma som sockerkakan är i Sverige. Bakverket nämns första gången i en skriftlig källa 1575. På 1800-talet spred den sig till Sloveniens grannländer, och har även genom slovenska invandrare blivit populär i USA, där under namnet nut roll. Potican kan fyllas med olika fyllningar (traditionellt cirka 60 typer av fyllningar), för olika tillfällen och högtider. Till jul- och påskhelgerna har den en fyllning av valnötspuré. Dragon används ofta i slovensk matlagning, varför det också finns potica med dragonfyllning.
På 1700-talet blev strudeln ett populärt bakverk i Österrike, så även i dess slovenskspråkiga landsändar. Degtypen kom sannolikt med turkarna till Balkan och Centraleuropa under Ottomanska rikets expansion, redan under medeltiden. Ett med strudeln närbesläktat bakverk under samlingsnamnet gibanica (av det allmänslaviska ordet för ”vikt/snurrat” bakverk, vilket etymologiskt motsvarar det tyska ordet ”strudel”) finns i de slaviskspråkiga länderna i Sydosteuropa. Olika typer av gibanica bakas av tradition i Štajerska (slovenska Steiermark) och Prekmurje. Prekmurska gibanica är en av de mer välkända typerna. Bakverket står på en botten av mördeg och har flera lager motsvarande degtyp som strudeln, varvade med tunna äppelskivor som värmts upp med rivet citronskal, socker och kanel, puré på svarta vallmofrön, valnötspuré och färskostblandning. Toppen pudras med florsocker.
Jästkakan kvasenica är ett pajliknande bakverk, med botten av jäst söt vetedeg och fyllning av en blandning av färskost, syrad grädde, ägg och rivet citronskal. Ytan pudras med florsocker.
Potica, Gibanica och kvasenica serveras ofta med inhemska vita viner.
Fettisdagen var karnevalens sista dag, innan fastan inför påsken inleddes. Man åt då feta bakverk. Olika typer av munkar (på slovenska kända under namn som krofi, bobi och miške (slovensk för ”möss”, vilket syftar på den sistnämnda munktypens spolform) är typiska fettisdagsbakverk i Slovenien. I degen som kan vara smaksatt med rivet citron- eller apelsinskal, muskot och rom, ingår grädde och syrad grädde. Krofi och bobi är vanligen fyllda med aprikosmarmelad; miške ofyllda. Flancati hör också fettisdagen till. Dessa friterade kakor motsvarar klenäter och har en äggulerik deg smaksatt med citron, vitt vin och rom.
Bageriet i Trojane, i Štajerska (slovenska Steiermark), är specialiserat på krofi och numera rikskänt. Man kan beställa färska krofi direkt från tillverkaren, året runt. På plats finns även restaurang och kafé. Trojane är en populär inhemsk turistplats, då platsen ligger i ett pass invid den gamla huvudvägen mellan Ljubljana, Celje och Maribor.
Bakverket gubana, eller gubanca, är ett traditionellt påskbakverk i västra Slovenien, vanligen med en fyllning av hackade val-, hassel- och pinjenötter, kanderat apelsinskal, riven mörk choklad, dränkt i dessertvin och körsbärslikör. Etymologiskt motsvarar dess namn gibanica, då bakverket är ”snurrat”, men degen är en söt vetedeg. Gubana är en av flera maträtter som slovenerna bidragit med till det friuliska köket genom den slovenska minoritet som bor i Italien.
Pinca är ett annat traditionellt påskbakverk, i västra Slovenien, kroatiska delen av Istrien, Dalmatien, samt även i Friuli-Venezia Giulia, där den nyss nämnda slovenska minoriteten finns. Pincan är ett sött vetebröd med mycket smör, äggulor och mjölk i degen, som är smaksatt med till exempel rivet citronskal, kanel, rosenvatten, vin, eller likör.
Gubana och pinca var obligatoriska sötsaker i den korg (så kallade ”jerbas” på slovenska) med påskaftonsmåltiden, vilken bars till påskmässan för att välsignas (på slovenska ”žegen”). Seden förekommer över hela Slovenien och är oförändrad sedan 1500-talet.
Cmoki är samlingsnamn för en typ av efterrättsknödel, fylld med frukt, som aprikos eller plommon. Degen tillverkas av mosad potatis, mjöl, ägg och smör och formas som bollar runt frukterna och kokas. Rätten serveras med skirat smör, socker, kanel och ibland toppad med lite vallmofrön.
Figov hlebček (fikonlimpa) är en traditionell sötsak på julbordet. Den består av malda fikon, druvsaft och lite mjöl, så att massan kan formas till en ”limpa”.
Friterad fläderblom, så kallad ocvrt bezeg, är en efterrätt för sommaren. Fläderblommorna doppas i en smet av ägg, mjöl och lite salt och friteras snabbt. De färdigfriterade blommorna pudras med florsocker. Vitt vin, honung och kanel värms i en kastrull och hälls över de friterade blommorna.

## Honung
Biodlingen är av hävd viktig i Slovenien och under 1700- och 1800-talen var den en av de viktigaste näringarna i landet. Kupor flyttas ofta runt under växternas olika blomningssäsonger, för att få så ren honung av en viss sort som möjligt, till exempel kastanjehonung (slovenska: ”med od kostanj”), silvergranshonung (slovenska: ”med od hoja”) och lindhonung (slovenska: ”med od lipa”). Slovensk honung är ursprungsskyddad i EU. Det slovenska krainerbiet har särskild skyddsstatus.

## Drycker

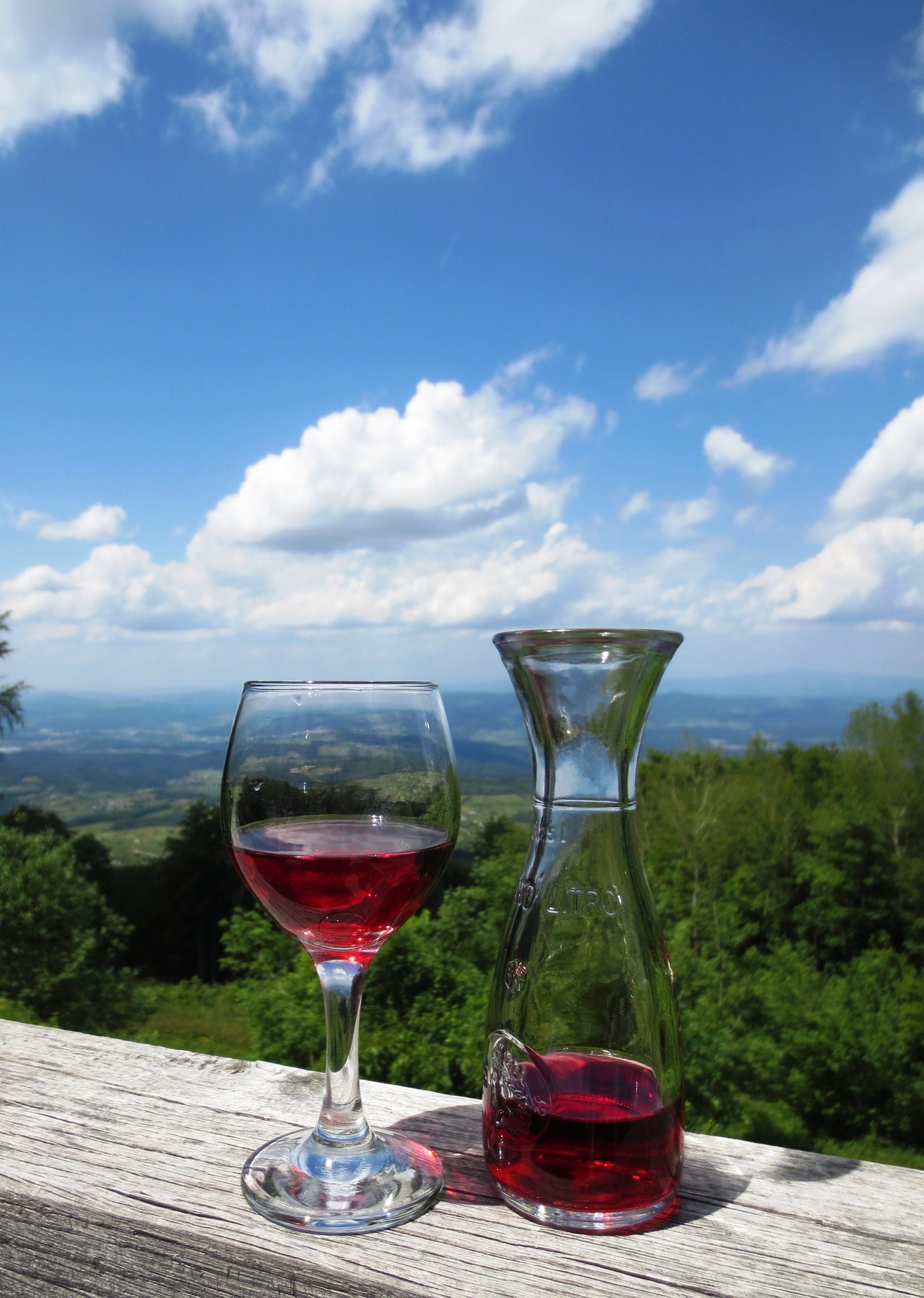
Cviček.

### Icke eller svagt alkoholhaltiga drycker
Radenska är Sloveniens mest kända mineralvatten, också utom landets gränser. Det kommer från kurorten Radenci, i Slovenske gorice, och är ett naturligt kolsyrat vatten som började tappas på flaska 1869 av Karl Henn, grundaren av mineralvattenbolaget.
Šabesa är en uppskattad dryck i sommarvärmen. Fläderblommor, citroner, socker och äppelcidervinäger blandas med vatten och får jäsa i rumstemperatur. Efter några dagar börjar drycken sprudla av kolsyra.
En annan populär dryck är läskedrycken Cockta.

### Vin och andra alkoholhaltiga drycker
Vin har framställts i Slovenien i drygt 2400 år och vilda vinstockar (Vitis sylvestris), från vilka dagens olika druvsorter härstammar, växer också vilt i landet i fuktiga lövskogar, ofta nära floder. Vinstockar odlades i landet av kelterna och illyrierna innan romarnas ankomst. Odlandet dog nästan helt ut under folkvandringstiden. När kristendomen växte, återupptogs traditionen och utvecklades av munkar.
Slovenien är indelat i tre huvudsakliga vinregioner: Primorska (alternativt Primorski vinorodni rajon), Posavje (alternativt Posavski vinorodni rajon) och Podravje (alternativt Podravski vinorodni rajon). Dessa är i sin tur indelade i 14 distrikt. Regionen Posavje är känt för sitt vin "cviček", i vilket druvorna Žametovka och Kraljevina ingår. Från Primorska kommer fylliga röda och vita viner, där Refosco, Teran, Rebula, Zelen, Pinela, Pikolit, Pergolin, Glera, Cundra, Cividin, Klarnica, Verbena (druvsort), Števerjana, Vitovska grganja, Avguštana, Daniela, Recigla, Pagadebiti, Rumeni plavec, Šlankamenka är några typiska inhemska druvsorter. Från den sistnämnda regionen, Podravje, kommer olika vinsorter främst baserade på druvor såsom Welschriesling, Sauvignon blanc och Pinot gris, men det finns också inhemska druvsorter såsom Radgonska ranina och Ranfol. Den 11 november varje år, på Martinsdagen, firar man samtidigt att årets vinskörd är klar och serverar ungt vin med stekt anka och gås, fyllda med äpplen och kastanjer.
Spritzer är en populär sommardrink. Den består oftast av vitt vin och späds ut med Radenska.
Laško pivo och Union pivo är de populäraste ölmärkena i Slovenien.
Traditionella slovenska spritsorter är medica (honungsbrännvin), viljamovka (päronsprit), orehovec (likörliknande sprit på omogna valnötter), višnjevec (likör på surkörsbär),  borovničevec (blåbärslikör) och brinovec (enbärssprit). Tropinovec är en sprit som tillverkas på druvrester (”tropine” på slovenska), efter det att druvjuicen pressats ur i en vinpress. Det är en dryck av ungefär samma typ som grappa.